# David Reyes
David Andrés Reyes Ferrada (n. San Antonio, Región de Valparaíso, Chile, 17 de enero de 1985) es un futbolista chileno. Actualmente juega de portero en San Antonio Unido de la Segunda división de Chile. Cabe mencionar también, que es Técnico en Construcción del DuocUC.

## Trayectoria
Se inició en el club amateur Unión Santo Domingo de donde sus buenas actuaciones lo llevaron a la selección Sub-15 de la ciudad de San Antonio para participar en un campeonato nacional con tan solo 13 años. Luego de esa experiencia fue a probar suerte a las divisiones inferiores de Colo-Colo donde solo estuvo 4 meses porque extrañaba a su familia en San Antonio.
A los 14 años lo vio un legendario técnico de Santiago Wanderers, Oscar Gallardo, formador de grandes jugadores como David Pizarro, Reinaldo Navia, Claudio Nuñez entre otros. Gallardo junto con Miguel Ángel Lever (Presidente del Fútbol Joven de esa época) lo llevaron a Santiago Wanderers donde llegó a entrenar con el primer equipo.
Luego fue enviado a préstamo al club de Tercera División, Municipal Limache, donde haciendo un buen cometido le valió volver a Wanderers pero era suplente de Francisco Prieto. El 2008 con la partida de Prieto parecía ser su gran oportunidad en el arco caturro pero con el regreso de Álex Varas se mantuvo en la banca hasta el clausura donde por complicaciones de Varas se ganó el puesto de titular con grandes actuaciones como en la Copa Chile donde le atajo tres penales a Audax Italiano, uno durante el partido y dos más durante la definición de penales.
Durante el 2009 se mantuvo como el arquero titular de Santiago Wanderers jugando 43 de 44 partidos recibiendo tan solo 33 goles siendo el segundo arquero con menos goles recibidos en la Primera B tras Luciano Palos, gracias a esto se convirtió en uno de los pilares del ascenso logrado al final de la temporada 2009. Cabe destacar que alcanzó a tener su vaya invicta por más de 402 minutos en el Apertura 2009. Ya nuevamente en la primera división permaneció como titular pero tras varias lesiones comenzó a perder su puesto en esa y las siguientes temporadas siendo relegado definitivamente al puesto de segundo arquero para la temporada 2012 y 2013 ante Mauricio Viana por lo cual para el siguiente año partiría a préstamo al Coquimbo Unido de la Primera B, regresando a jugar en esa categoría. Actualmente juega en San Antonio Unido de la Segunda división de Chile.

## Selección nacional
En 2005 fue nominado para la selección sub-20 que disputó un amistoso ante Argentina en Rosario. Jugó 45' en gran nivel, pero no fue considerado para asistir al Mundial de Holanda ya que solo fue considerado como reserva en caso de lesión de algunos de los porteros considerados.

## Clubes
| Club               | País  | Año       |
| ------------------ | ----- | --------- |
| Municipal Limache  | Chile | 2004      |
| Santiago Wanderers | Chile | 2005-2013 |
| Coquimbo Unido     | Chile | 2014      |
| Deportes Temuco    | Chile | 2014-2015 |
| San Luis           | Chile | 2015-2017 |
| San Antonio Unido  | Chile | 2017-2022 |

## Palmarés

### Campeonatos nacionales
| Título    | Club           | País  | Año    |
| --------- | -------------- | ----- | ------ |
| Primera B | Coquimbo Unido | Chile | 2014-C |